# بوریزینی-واوائو (بخش)
بوریزینی-واوائو (به لاتین: Boriziny-Vaovao) یک بخش‌های ماداگاسکار در ماداگاسکار است که در سوفیا (ماداگاسکار) واقع شده‌است.